# 상녕
아이신기오로 창닝(아이신줴뤄 창닝, 만주어: ᠠᡳᠰᡳᠨ ᡤᡳᠣᡵᠣ ᠴᠠᠩᠠᡳᠩ, 한국 한자: 愛新覺羅 常寧 애신각라 상녕, 1657년 12월 8일 ~ 1703년 7월 20일)은 청나라의 황족, 무관이다.

## 이력
그는 세조 순치제(世祖 順治帝)의 5남이자 서자(庶子)이며 성조 강희제(聖祖 康熙帝)의 이복 동생이다. 이에 아울러 그의 작위는 화석공친왕(和碩恭親王)이었다.

## 생애
강희제는 1690년 상녕의 서장녀(庶長女)를 고륜순희공주(固伦純禧公主, 1671년 ~ 1741년)로 봉하고 몽고인 보르지기트 반디(博爾濟吉特 班第, 1664년 ~ 1755년)에게 시집보냈다. 보르지기트 반디는 도통, 내대신 등을 역임하고 1755년 훙서(薨逝)하였다.
화석공친왕 상녕은 일찍이 황족 종실(皇族 宗室)로써 안북대장군(安北大將軍)을 지냈으나 강희 29년(1690년) 11월 오란포통(烏蘭布通) 전투에서의 과실(실수)을 이유로 같은 무원대장군(抚远大將軍) 신분인 이복 형 유헌친왕 복전(裕憲親王 福全)과 함께 의정 참여권이 박탈되고, 의정왕대신회의에서 축출되었다.

## 가족관계
- 부황 : 청나라 3대 황제 순치제 (順治帝)
- 친모 : 서비 진씨
- 정실 : 적복진 납라씨 - 낭중 배고례의 딸
- 정실 : 계복진 마씨 - 마의창의 딸
  - 장남 : 보국장군 영수 (1671년 ~ 1686년) - 요절
- 측실 : 서복진 서서각라씨 - 합당아의 딸
  - 차남 : 봉은진국공 만도호 (1674년 ~ 1731년)
  - 5녀 : 미상 (1676년 ~ 1678년)
- 측실 : 서복진 진씨 (陳氏) - 진복자의 딸
  - 차녀 : 미상 (1674년 ~ 1695년)
  - 부마 : 과이가 두이마
  - 3남 : 다라희민패륵 해선 (1676년 ~ 1743년)
- 측실 : 서복진 진씨 (晉氏) - 진격의의 딸
  - 장녀 : 고륜순희공주 (1671년 ~ 1741년)
  - 3녀 : 미상 (1674년 ~ 1680년) - 요절
  - 4녀 : 미상 (1676년 ~ 1678년) - 요절
- 측실 : 서복진 살극달씨 - 서살납의 딸
  - 4남 : 보국장군 대청액 (1681년 ~ 1742년)
  - 7녀 : 미상 (1686년 ~ 1687년)
- 측실 : 서복진 뉴호록씨 - 효기위 아이해의 딸
  - 6녀 : 미상 (1684년 ~ 1712년)
  - 부마 : 과이가 도이마
- 측실 : 서복진 오씨 - 오응웅의 딸
  - 6남 : 문수보 (1687년 ~ 1708년)